# Bethnal Green (stacja kolejowa)
Bethnal Green - stacja kolejowa w Londynie, w dzielnicy Tower Hamlets, ze stacji korzystają pociągi brytyjskiego przewoźnika National Express East Anglia. W systemie londyńskiej komunikacji miejskiej należy do drugiej strefy biletowej. Stacja posiada połączenia kolejowe z London Liverpool Street, Cheshunt, Enfield oraz Chingford, w północnym Londynie. Średnio ze stacji korzysta 0,5 miliona pasażerów rocznie.